# Shōta Kobayashi
Shōta Kobayashi (japanisch 古林 将太 Kobayashi Shōta; * 11. Mai 1991 in der Präfektur Kanagawa) ist ein ehemaliger japanischer Fußballspieler.

## Karriere
Kobayashi erlernte das Fußballspielen in der Jugendmannschaft von Shonan Bellmare. Seinen ersten Vertrag unterschrieb er 2009 bei Shonan Bellmare. Der Verein spielte in der zweithöchsten Liga des Landes, der J2 League. Am Ende der Saison 2009 stieg der Verein in die erste Liga auf. Für den Verein absolvierte er sieben Erstligaspiele. 2011 wurde er an den Zweitligisten Thespa Kusatsu ausgeliehen. Für den Verein absolvierte er 35 Zweitligaspiel. 2012 kehrte er zum Zweitligisten Shonan Bellmare zurück. 2012 wurde er mit dem Verein Vizemeister der zweiten Liga und stieg in die erste Liga auf. Am Ende der Saison 2013 stieg der Verein wieder in die zweite Liga. 2014 wurde er mit dem Verein Meister und stieg wieder in die erste Liga auf. Am Ende der Saison 2014 stieg der Verein abermals in die zweite Liga ab. Für den Verein absolvierte er 96 Ligaspiele. 2016 wechselte er zum Ligakonkurrenten Nagoya Grampus. Am Ende der Saison 2016 stieg der Verein in die zweite Liga ab. Für den Verein absolvierte er 29 Erstligaspiele. Im Juli 2017 wechselte er zum Erstligisten Vegalta Sendai. Für den Verein absolvierte er 26 Erstligaspiele. 2019 wechselte er zum Ligakonkurrenten Shonan Bellmare. Nach vier Spielzeiten und 80 Ligaspielen wechselte er im Januar 2023 zum Drittligisten Fukushima United FC. Für den Verein aus Fukushima bestritt er in seiner letzten Saison 28 Ligaspiele. Nach der Saison 2023 beendete er seine Karriere als Fußballspieler.

## Erfolge
Vegalta Sendai
- Japanischer Pokalfinalist: 2018